# Top Thrill Dragster
Top Thrill Dragster var en berg- och dalbana i nöjesparken Cedar Point i Ohio, USA. Berg- och dalbanan invigdes den 4 maj 2003 och tillverkades av Intamin AG.
Attraktionen stängde den 15 augusti 2021.
Berg- och dalbanan hade en sluttningsvinkel på 90 grader och 128 meters höjd, den kunde gå upp till 193 km/h.

## Rekord
Fram till 2005 var Top Thrill Dragster den högsta och snabbaste berg- och dalbanan i världen. Den positionen blev senare övertagen av Kingda Ka i Six Flags Great Adventure.
Top Thrill dragster har 3 gånger blivit utsedd till världens bästa berg-och-dalbana! 128 